# 1955 في الكويت
تحتوي هذه المقالة على أهم الأحداث التي شهدتها الكويت في 1955، إضافة إلى أهم الشخصيات الكويت التي وُلدت أو تُوفيت في هذه السنة.

## مواليد
- أحمد لاري – سياسي كويتي، نائب في مجلس الأمة الكويتي، ونائب سابق في المجلس البلدي الكويتي.
- إقبال الأحمد – كاتبة كويتية، ورئيس التحرير السابق لوكالة الأنباء الكويتية.[1]
- جمال الشطي – ممثل كويتي
- جنة عبد الرزاق القريني – شاعرة كويتية
- حسين مزيد – سياسي كويتي
- سعد البراك – نائب رئيس الوزراء وزير النفط الكويتي الأسبق
- طلال السعيد – سياسي كويتي
- عبد الله العتيبي – ممثل كويتي
- عبد الواحد العوضي – سياسي كويتي
- فتحي كميل – لاعب كرة قدم كويتي
- محبوب جمعة – لاعب كرة قدم كويتي
- محمد البصيري – سياسي كويتي
- محمد العجمي – سياسي كويتي
- محمد صباح السالم الصباح –
- محمد كرم – لاعب كرة قدم كويتي
- ناصر الصانع – سياسي كويتي
- هيفاء عادل – ممثلة كويتية